# Aromobatidae
Aromobatidae är en familj av groddjur som ingår i ordningen stjärtlösa groddjur (Anura). Enligt Catalogue of Life omfattar familjen Aromobatidae 95 arter. 
Familjens arter förekommer i Central- och Sydamerika från Nicaragua till Bolivia och till brasilianska skogar vid Atlanten.
Underfamiljer och släkten enligt Amphibian Species of the World och Catalogue of Life:
- Allobatinae
  - Allobates, 50 arter.
- Anomaloglossinae
  - Anomaloglossus, 31 arter.
  - Rheobates, 2 arter.
- Aromobatinae
  - Aromobates, 18 arter.
  - Mannophryne, 19 arter.
- oklar taxonomi
  - Prostherapis

## Bildgalleri

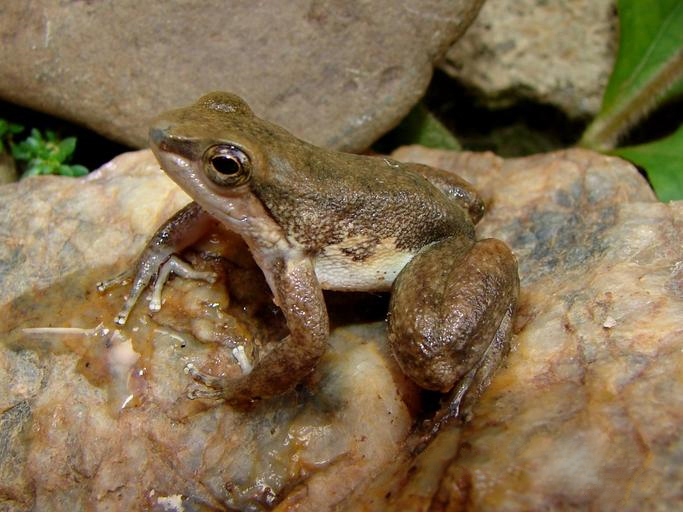
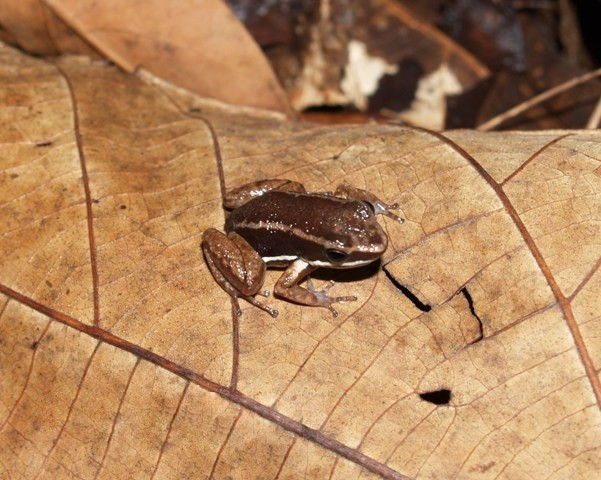
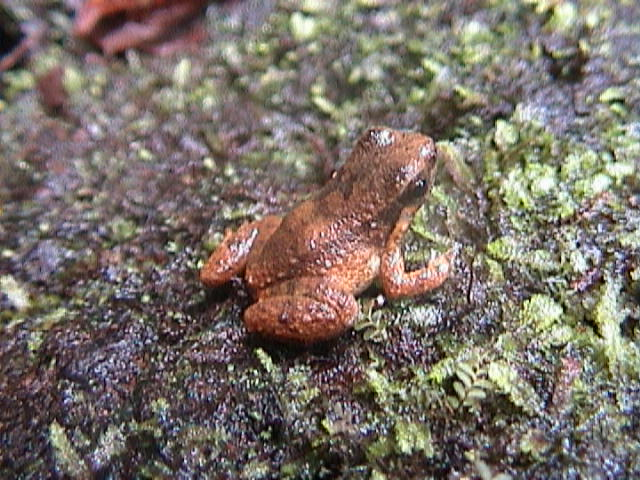
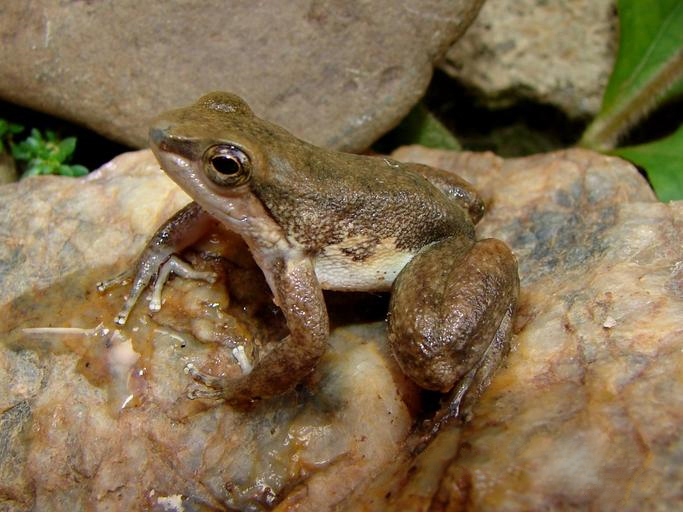
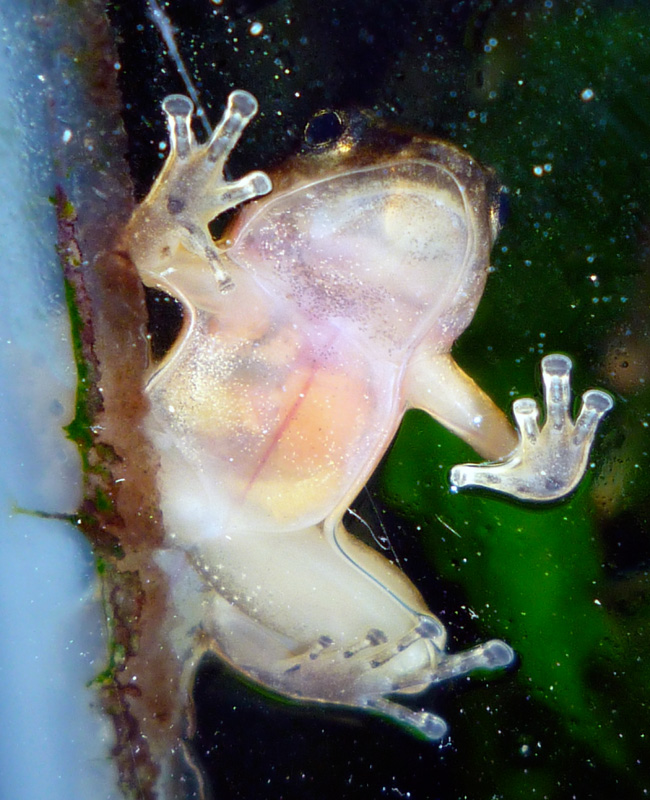
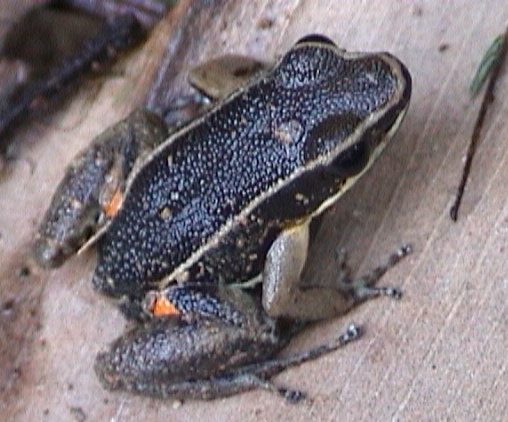